# Ernest Bersot
Pierre-Aimé Bersot mais conhecido como Ernest Bersot (Surgères, França, 22 de Agosto de 1816 - Paris, França, 1 de Fevereiro de 1880) Professor de filosofia, jornalista e político. Secretário do Ministro Victor Cousin, diretor da École Normale Supérieure, membro do Conselho de Educação. - Membro da Academia de Ciências Morais e Políticas (eleito em 1866), presidente do Institut de France em 1876.

## Biografia
Nascido em Charente-Maritime de um pai suíço e mãe francesa, estudou na escola de Bordeaux até entrar em 1836 na “École Normale Supérieure” (Escola Normal Superior), onde, entre outros professores Désiré Nisard e Jules Simon. Em 1839 associou-se a Filosofia, se tornando em professor de filosofia na Faculdade de Rennes e professor substituto em Paris.
Tornou-se secretário de Victor Cousin, então Ministro da Educação em 1840 Neste período Bersot era professor de filosofia em Bordeaux, onde seu liberalismo de ideias gerava algumas discussões com o clero.
Em 1843, professor na Faculdade de Artes em Dijon.
Lecionou na faculdade de Versailles em 1846, onde foi naturalizado em 1848.
Em 1851, se recusou a fazer o juramento como funcionários públicos depois Golpe de Estado na França em 1851, ele é reconhecido por ter renunciado e por ser forçado a deixar o ensino.
Bersot continuou a residir em Versailles e dando aulas, porém, particulares e ao mesmo tempo colaborando em vários jornais. Em 1859, ele entrou para o  Journal des débats (Jornal de Debates), onde Marc Girardin confiou-lhe a crítica filosófica e literária.
Seus livros e artigos para o jornal torna-o eleito ao título de membro da Academia de Ciências Morais e Políticas em 1866.
Em 1871 após o fim do Segundo Império o que há muito ele aguardava a queda, foi nomeado diretor da École Normale Supérieure.

### Últimos anos
No ano de 1875 tornou-se membro do Conselho Superior de Instrução Pública e em 1876 presidente do Instituto da França.
Quatro anos depois em 1 de Fevereiro de 1880 Pierre-Aimé Bersot morre na cidade de Paris.

## Acórdãos
- Bersot filósofo visto por Paul Janet (1823 - 1899)[nota 2]

| “ | Como filósofo, o senhor Ernest Bersot pertence à grande escola dos que não têm escola: como Montaigne, o Marquês de Vauvenargues, o Joseph Joubert, o Sainte-Beuve Sr. Bersot tem opiniões, não tem nenhum sistema. Apenas gostos e preferências. Para ele, a filosofia é pensar e pensar livremente. Ele está executando uma visão pessoal e interessante sobre a vida, os homens e as coisas humanas. É tanto moralista e psicólogo em seu livro sobre Mesmer tem um capítulo completo sobre a psicologia do maravilhoso, que é em si uma parte de outra nova psicologia, muito na moda por algum tempo, a psicologia do inconsciente | ” |

- O Bersot jornalista visto por Raymond Thamin (1857 – 1933) [nota 3]

| “ | Bersot pratica o jornalismo de uma maneira incomum, escrevendo sublimemente pouco tempo o que gastaria um longo preparo, com a simplicidade acadêmica em medida perfeita, este foi o efeito de uma arte que não improvisa, e ressoantemente concorda com o que houve. Na natureza do Bersot encontra-se malícia e benevolência, ironia e emoção | ” |

..
- O diretor da École Normale Supérieure”  Paul Janet

| “ | Como diretor da Escola Normal no discurso formal de abertura na presença do Ministro e os alunos, Sr. Bersot emite princípios de governança que poderiam ter aplicações mais amplas e aplicações superiores. Os nossos estadistas devem vir aprender sobre política na Escola Normal; veriam a aplicação da arte de fazer inovações e conservação de princípios de forma mais amplas, disciplina e liberdade casadas, velho e novo. Assim, ele explica como ele tem a intenção de aperfeiçoar a Escola Normal. | ” |

## Homenagens a Ernest

### "Tribunal de Ernests"

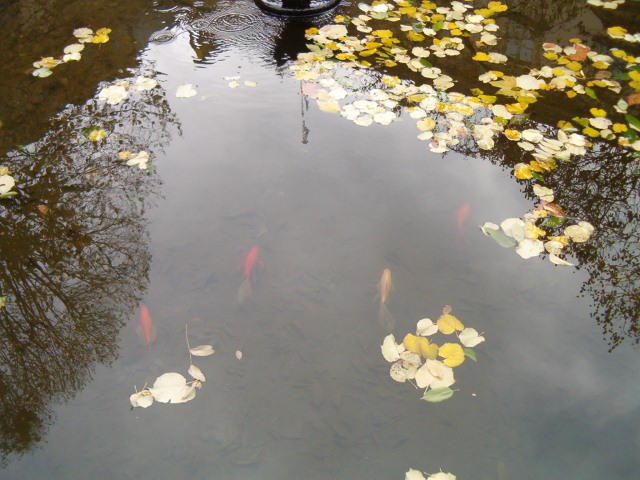
"Ernests" na bacia de Ernests

| “ | O edifício histórico da Escola Normal Superior de Paris foi construída em uma praça em torno de um pátio, um verdadeiro "claustro" nele contem uma piscina circular, recentemente renovado, que abriga alguns ciprinídeos. Estes peixes pacíficos são apelidados de "Ernests" , são um dos símbolos não-oficiais da escola. Por extensão deste tribunal é chamado de "o tribunal de Ernests" em homenagem a seu ex-diretor Ernest Bersot e o lobby da Escola com vista para o pátio é chamado por analogia "Aquarium". | ” |

### "Ernestização"
Existe uma cerimonia onde quando alguém é jogado neste "aquarium", esta iniciação dá-se o nome de Ernestização

### "Conferências Ernest"
No dia 12 de dezembro de 2009, a ENS inaugurou um novo ciclo de conferências multidisciplinares e ao mesmo tempo públicas, são as conferências Ernest. As mesmas tratam sobre uma gama de assuntos, cada qual com duração de 15 minutos, e as partes interessadas são selecionadas por seu interesse as especialistas dos temas. 

## Principais publicações
- (em francês) Doctrine de saint Augustin sur la liberté et la Providence (1843)
- (em francês) Du Spiritualisme et de la nature (1846)
- (em francês) Études sur le XVIIIe siècle (2 volumes :  I. Étude générale II. Études particulières. Voltaire, Rousseau, Diderot, Montesquieu, 1855), reprise de :
  - (em francês) La Philosophie de Voltaire, avec une introduction et des notes (1848)
  - (em francês) Études sur la philosophie du XVIIIe siècle. Diderot (1851)
  - (em francês) Études sur la philosophie du XVIIIe siècle. Montesquieu (1852)
- (em francês) Essai sur la Providence (1853)
- (em francês) Mesmer et le magnétisme animal (1853) Texte en ligne
- (em francês) Lettres sur l'enseignement (1857)
- (em francês) Littérature et morale (1861)
- (em francês) Questions actuelles (1862)
- (em francês) Essais de philosophie et de morale (2 volumes, 1864)Texte en ligne

- (em francês) Mesmer et le magnétisme animal, les tables tournantes et les esprits (1864)
- (em francês) Morale et politique (1868)
- (em francês) Libre Philosophie (1868)
- (em francês) Études et discours (1868-1878) (1879)
- (em francês) Questions d'enseignement, études sur les réformes universitaires (1880)
- (em francês) Conseils d'enseignement, de philosophie et de politique (1897)
- (em francês) Ernest Bersot, fragments de ses lettres à sa famille de 1836 à 1871 (1913)

### Em português
- Mesmer e o magnetismo animal, Ed. CELD, (1995)